# Fredric Magnus Leonard Dandenell
Fredric Magnus Leonard Dandenell, född 18 januari 1802 i Långasjö socken, Kronobergs län, död 5 oktober 1864 i Mönsterås församling, Kalmar län, var en svensk militär.
Fredrik Magnus Leonard Dandenell var son till överstelöjtnant Fredrik Axel Dandenell och Margareta Maria Pontin. Han blev officer 1821, kapten vid Kalmar regemente 1845, major 1850 och överstelöjtnant 1851. Dandenell var 1859 överste och chef för Närkes regemente och 1859–1864 chef för Kalmar regemente. Han blev riddare av Svärdsorden 1851.